# Bdeogale jacksoni
Bdeogale jacksoni (Мангуста Джексона) — ссавець, представник ряду хижих із родини мангустових. Відомий за проживанням у центральній та південній Кенії, в південно-східній частині Уганди і на горі Удзунгва в Танзанії. Живе у низинних лісах, а також у гірських лісах (до 3300 м над рівнем моря) і бамбукових заростях.

## Етимологія
Вид названий на честь сера Фредеріка Джона Джексона (англ. Frederick John Jackson, 1859—1929), англійського адміністратора, дипломата, дослідника, а також натураліста й заповзятливого орнітолога, автора книги The Birds of Kenya Colony and the Uganda Protectorate, надрукованій у 1938 році.

## Загрози та охорона
Головною загрозою є втрата лісу. Зареєстрований у межах охоронних територій.